# Campionato mondiale di roller derby maschile 2014
Il campionato mondiale di roller derby maschile 2014, prima edizione di tale competizione (World Cup), si è tenuto a Birmingham, in Inghilterra, dal 14 al 16 marzo 2014 ed è stato vinto dagli Stati Uniti. La competizione ha ottenuto il riconoscimento ufficiale della MRDA (a sua volta riconosciuta dagli organizzatori come l'organismo rappresentativo del roller derby maschile a livello mondiale) e della FIRS.

## Impianti
Distribuzione degli impianti del campionato mondiale di roller derby maschile 2014
| Birmingham           |
| -------------------- |
| Futsal Arena         |
|                      |
| Capacità:            |
| Altitudine: 140 mslm |
|                      |

## Partecipanti

Le nazioni partecipanti al campionato mondiale di roller derby maschile 2014

| Nazione     | Leghe di provenienza dei giocatori |
| ----------- | --- |
| Argentina   | Buenos Aires Conspiracy, Harm City Homicide, Rayo Naranja, ThunderQuads Roller Derby |
| Australia   | Brisbane City Rollers, Light City Derby, Perth Men's Derby, Sydney City SMASH, Tasmania Men's Derby, Tweed Valley Rollers, Victorian Vanguard |
| Belgio      | De Kevins, The Mons'ter Munch Derby Dudes |
| Canada      | Glenmore Reservoir Dogs, Montreal Mont Royals, Ottawa Slaughter Squad, Red Deer Dreadnaughts, River City Riot, Vancouver Murder |
| Finlandia   | Tampere Rollin' Bros, giocatori indipendenti |
| Francia     | Brain Damage, Kamiquadz, Orcet, Panam Squad, Southern Discomfort Roller Derby, Toulouse Quad Guards, Zombeers |
| Galles      | Milton Keynes Roller Derby, Southern Discomfort Roller Derby, South Wales Silures |
| Germania    | Delta Quads, Hot Outstanding Super Sailor Allstars, South German Men's Roller Derby |
| Giappone    | giocatori indipendenti provenienti dai Roller Games |
| Inghilterra | Crash Test Brummies, Lincolnshire Rolling Thunder, Manchester Roller Derby, Southern Discomfort Roller Derby, The Inhuman League, Tyne and Fear |
| Irlanda     | Belfast Mens Roller Derby, Drive-by City Rollers, Dublin Capital Offence, Manchester Roller Derby, Pig Town Boys, Plymouth City Roller Girls, St. Louis GateKeepers, Southern Discomfort Roller Derby                                                                 |
| Paesi Bassi | Amsterdam Derby Dames, Arnhem Airbomb Rollers, Breda Suckcity Rollers, Crash Test Brummies, Eastside RocknRollers, Eindhoven Bruisers, Gronigen Roaring Thunder, Heerlen Pink Peril, Karlsruhe RockArollers, Lincolnshire Rolling Thunder, Rotterdam Death Row Honeys |
| Scozia      | Bairn City Rollers, Capital City Roller Derby, Granite City Brawlermen, Mean City Roller Derby, Milton Keynes Roller Derby, Tyne and Fear, The Jakey Bites |
| Stati Uniti | Cincinnati Battering Rams, Dallas Deception, Magic City Misfits, Mass Maelstrom Roller Derby, New York Shock Exchange, Puget Sound Outcasts, St. Louis GateKeepers, Your Mom Men's Derby                                                                              |
| Svezia      | Gothenburg Salty Seamen, Luleå, Malmö Royals, Västerås |

## Gironi
| Gruppo Rosso | Gruppo Arancione | Gruppo Verde | Gruppo Blu |
| ------------ | ---------------- | ------------ | ---------- |
| Finlandia    | Belgio           | Argentina    | Australia  |
| Stati Uniti  | Canada           | Inghilterra  | Francia    |
| Galles       | Giappone         | Paesi Bassi  | Germania   |
| [ 1 ]        | Scozia           | Svezia       | Irlanda    |

## Risultati e classifiche
Nelle tabelle: P.ti = Punti; % = Percentuale di vittorie; G = Incontri giocati; V = Vittorie; S = Sconfitte; PF = Punti fatti; PS = Punti subiti; DP = Differenza punti.

### Fase a gironi

#### Gruppo Rosso

##### Classifica
| Squadra     | G | V | S | PF  | PS  | DP   |
| ----------- | - | - | - | --- | --- | ---- |
| Stati Uniti | 2 | 2 | 0 | 531 | 13  | +518 |
| Galles      | 2 | 1 | 1 | 120 | 252 | -132 |
| Finlandia   | 2 | 0 | 2 | 35  | 421 | -384 |

##### Risultati
| Birmingham 14 marzo 2014, ore 11:30 Incontro 4 | Finlandia | 0 – 314 | Stati Uniti | Futsal Arena |

| Birmingham 14 marzo 2014, ore 15:00 Incontro 11 | Stati Uniti | 217 – 13 | Galles | Futsal Arena |

| Birmingham 14 marzo 2014, ore 19:30 Incontro 20 | Galles | 107 – 35 | Finlandia | Futsal Arena |

#### Gruppo Arancione

##### Classifica
| Squadra  | G | V | S | PF  | PS  | DP   |
| -------- | - | - | - | --- | --- | ---- |
| Canada   | 3 | 3 | 0 | 824 | 49  | +775 |
| Scozia   | 3 | 2 | 1 | 363 | 375 | -12  |
| Belgio   | 3 | 1 | 2 | 343 | 441 | -98  |
| Giappone | 3 | 0 | 3 | 172 | 837 | -665 |

##### Risultati
| Birmingham 14 marzo 2014, ore 10:30 Incontro 2 | Belgio | 20 – 255 | Canada | Futsal Arena |

| Birmingham 14 marzo 2014, ore 12:30 Incontro 6 | Scozia | 247 – 73 | Giappone | Futsal Arena |

| Birmingham 14 marzo 2014, ore 14:00 Incontro 9 | Belgio | 82 – 98 | Scozia | Futsal Arena |

| Birmingham 14 marzo 2014, ore 16:00 Incontro 13 | Giappone | 11 – 349 | Canada | Futsal Arena |

| Birmingham 14 marzo 2014, ore 17:30 Incontro 16 | Canada | 220 – 18 | Scozia | Futsal Arena |

| Birmingham 14 marzo 2014, ore 11:40 Incontro 18 | Giappone | 88 – 241 | Belgio | Futsal Arena |

#### Gruppo Verde

##### Classifica
| Squadra     | G | V | S | PF  | PS  | DP   |
| ----------- | - | - | - | --- | --- | ---- |
| Inghilterra | 3 | 3 | 0 | 863 | 73  | +790 |
| Argentina   | 3 | 2 | 1 | 332 | 252 | +80  |
| Paesi Bassi | 3 | 1 | 2 | 158 | 519 | -361 |
| Svezia      | 3 | 0 | 3 | 131 | 619 | -488 |

##### Risultati
| Birmingham 14 marzo 2014, ore 10:00 Incontro 1 | Argentina | 51 – 158 | Inghilterra | Futsal Arena |

| Birmingham 14 marzo 2014, ore 12:00 Incontro 5 | Svezia | 72 – 101 | Paesi Bassi | Futsal Arena |

| Birmingham 14 marzo 2014, ore 13:30 Incontro 8 | Svezia | 59 – 176 | Argentina | Futsal Arena |

| Birmingham 14 marzo 2014, ore 15:30 Incontro 12 | Inghilterra | 342 – 22 | Paesi Bassi | Futsal Arena |

| Birmingham 14 marzo 2014, ore 17:00 Incontro 15 | Inghilterra | 363 – 0 | Svezia | Futsal Arena |

| Birmingham 14 marzo 2014, ore 20:00 Incontro 21 | Paesi Bassi | 35 – 105 | Argentina | Futsal Arena |

#### Gruppo Blu

##### Classifica
| Squadra   | G | V | S | PF  | PS  | DP   |
| --------- | - | - | - | --- | --- | ---- |
| Francia   | 3 | 3 | 0 | 513 | 101 | +412 |
| Australia | 3 | 2 | 1 | 400 | 194 | +206 |
| Irlanda   | 3 | 1 | 2 | 157 | 278 | -121 |
| Germania  | 3 | 0 | 3 | 48  | 545 | -497 |

##### Risultati
| Birmingham 14 marzo 2014, ore 11:00 Incontro 3 | Francia | 145 – 30 | Irlanda | Futsal Arena |

| Birmingham 14 marzo 2014, ore 13:00 Incontro 7 | Germania | 12 – 232 | Australia | Futsal Arena |

| Birmingham 14 marzo 2014, ore 14:30 Incontro 10 | Germania | 14 – 251 | Francia | Futsal Arena |

| Birmingham 14 marzo 2014, ore 16:30 Incontro 14 | Irlanda | 65 – 111 | Australia | Futsal Arena |

| Birmingham 14 marzo 2014, ore 18:00 Incontro 17 | Irlanda | 62 – 22 | Germania | Futsal Arena |

| Birmingham 14 marzo 2014, ore 19:00 Incontro 19 | Australia | 57 – 117 | Francia | Futsal Arena |

### Fase a eliminazione diretta

#### Quarti di finale
| Birmingham 15 marzo 2014, ore 12:30 Incontro 25 | Francia | 310 – 102 | Argentina | Futsal Arena |

| Birmingham 15 marzo 2014, ore 14:00 Incontro 26 | Canada | 281 – 46 | Galles | Futsal Arena |

| Birmingham 15 marzo 2014, ore 14:30 Incontro 27 | Inghilterra | 388 – 138 | Australia | Futsal Arena |

| Birmingham 15 marzo 2014, ore 16:00 Incontro 28 | Stati Uniti | 557 – 40 | Scozia | Futsal Arena |

#### Semifinali
| Birmingham 16 marzo 2014, ore 11:00 Incontro 34 | Francia | 114 – 227 | Inghilterra | Futsal Arena |

| Birmingham 16 marzo 2014, ore 11:30 Incontro 35 | Canada | 127 – 307 | Stati Uniti | Futsal Arena |

### Fase di consolazione

#### Primo turno
| Birmingham 15 marzo 2014, ore 10:00 Incontro 22 | Irlanda | 416 – 85 | Giappone | Futsal Arena |

| Birmingham 15 marzo 2014, ore 10:30 Incontro 23 | Belgio | 163 – 213 | Germania | Futsal Arena |

| Birmingham 15 marzo 2014, ore 12:00 Incontro 24 | Finlandia | 316 – 135 | Svezia | Futsal Arena |

#### Semifinali 9º-14º posto
| Birmingham 15 marzo 2014, ore 16:30 Incontro 29 | Giappone | 132 – 297 | Belgio | Futsal Arena |

| Birmingham 15 marzo 2014, ore 18:00 Incontro 30 | Irlanda | 216 – 74 | Germania | Futsal Arena |

| Birmingham 15 marzo 2014, ore 18:30 Incontro 31 | Finlandia | 303 – 85 | Paesi Bassi | Futsal Arena |

#### Semifinali 5º-8º posto
| Birmingham 16 marzo 2014, ore 9:00 Incontro 32 | Australia | 252 – 238 | Argentina | Futsal Arena |

| Birmingham 16 marzo 2014, ore 9:30 Incontro 33 | Galles | 245 – 123 | Scozia | Futsal Arena |

### Finali

#### Finale 13º-14º posto
| Birmingham 16 marzo 2014, ore 13:00 Incontro 36 | Belgio | 240 – 126 | Svezia | Futsal Arena |

#### Finale 9º-10º posto
| Birmingham 16 marzo 2014, ore 13:30 Incontro 37 | Finlandia | 232 – 163 | Irlanda | Futsal Arena |

#### Finale 5º-6º posto
| Birmingham 16 marzo 2014, ore 15:00 Incontro 38 | Australia | 201 – 200 | Galles | Futsal Arena |

#### Finale 3º-4º posto
| Birmingham 16 marzo 2014, ore 15:30 Incontro 39 | Canada | 196 – 111 | Francia | Futsal Arena |

#### Finale
| Birmingham 16 marzo 2014, ore 17:00 Incontro 40 | Stati Uniti | 260 – 71 | Inghilterra | Futsal Arena |

## Classifica finale
| Pos.    | Squadra     | %     | G | V | S | PF   | PS   | DP    |
| ------- | ----------- | ----- | - | - | - | ---- | ---- | ----- |
| Oro     | Stati Uniti | 1.000 | 5 | 5 | 0 | 1655 | 251  | +1404 |
| Argento | Inghilterra | .833  | 6 | 5 | 1 | 1549 | 585  | +964  |
| Bronzo  | Canada      | .833  | 6 | 5 | 1 | 1428 | 513  | +915  |
| 4       | Francia     | .667  | 6 | 4 | 2 | 1048 | 626  | +422  |
| 5       | Australia   | .667  | 6 | 4 | 2 | 991  | 1020 | -29   |
| 6       | Galles      | .400  | 5 | 2 | 3 | 611  | 857  | -246  |
| 7       | Scozia      | .400  | 5 | 2 | 3 | 526  | 1177 | -651  |
|         | Argentina   | .400  | 5 | 2 | 3 | 672  | 814  | -142  |
| 9       | Finlandia   | .600  | 5 | 3 | 2 | 1086 | 804  | +282  |
| 10      | Irlanda     | .500  | 6 | 3 | 3 | 962  | 669  | +293  |
| 11      | Paesi Bassi | .250  | 4 | 1 | 3 | 243  | 822  | -579  |
|         | Germania    | .200  | 5 | 1 | 4 | 335  | 924  | -589  |
| 13      | Belgio      | .500  | 6 | 3 | 3 | 1043 | 912  | +131  |
| 14      | Svezia      | .000  | 5 | 0 | 5 | 392  | 1175 | -783  |
| 15      | Giappone    | .000  | 5 | 0 | 5 | 389  | 1550 | -1161 |

## Campione
| Campione del Mondo 2014 Stati Uniti (1º titolo) |